# 32nd Army Air and Missile Defense Command

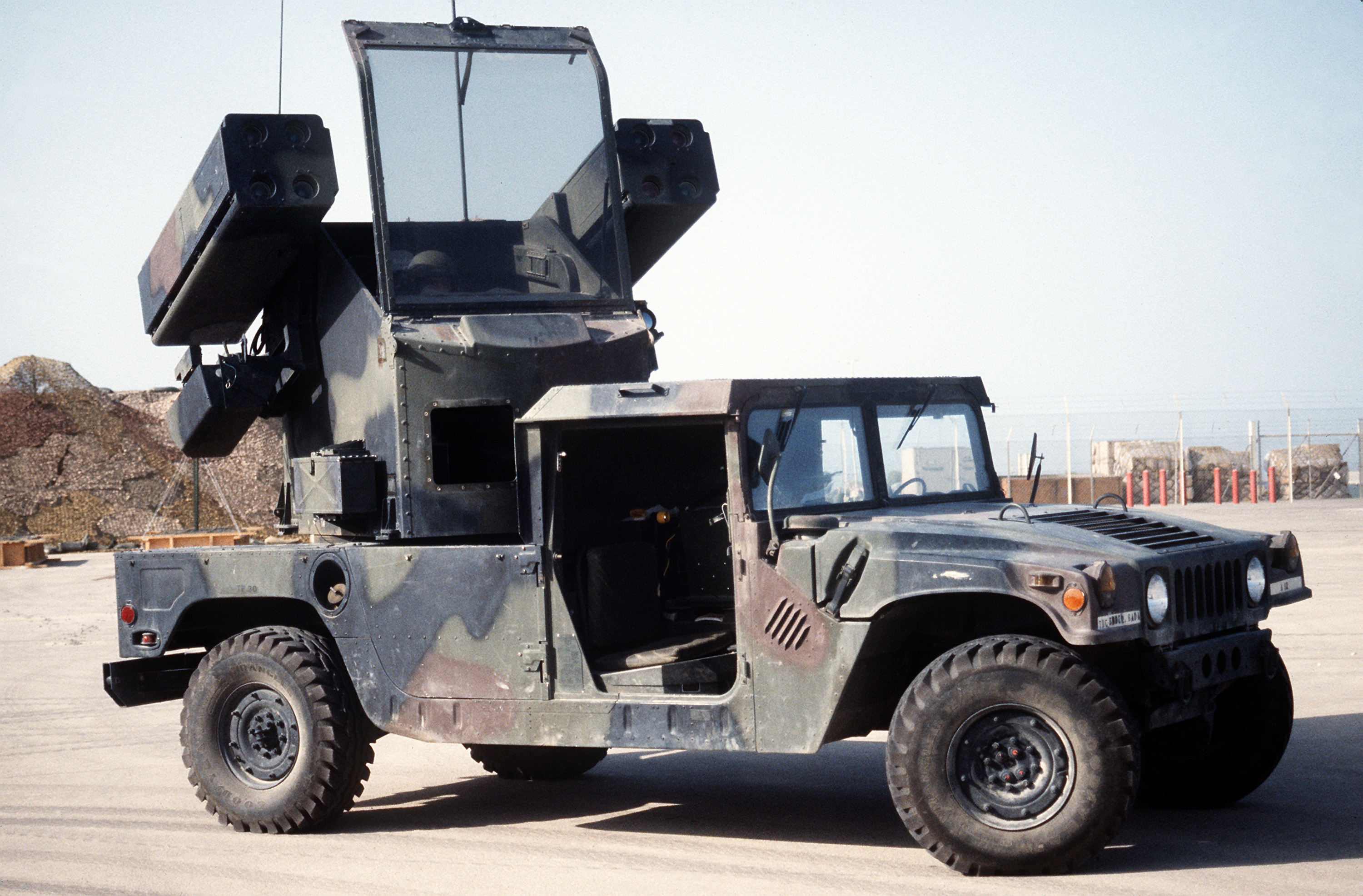
AN/TWQ-1 Avenger

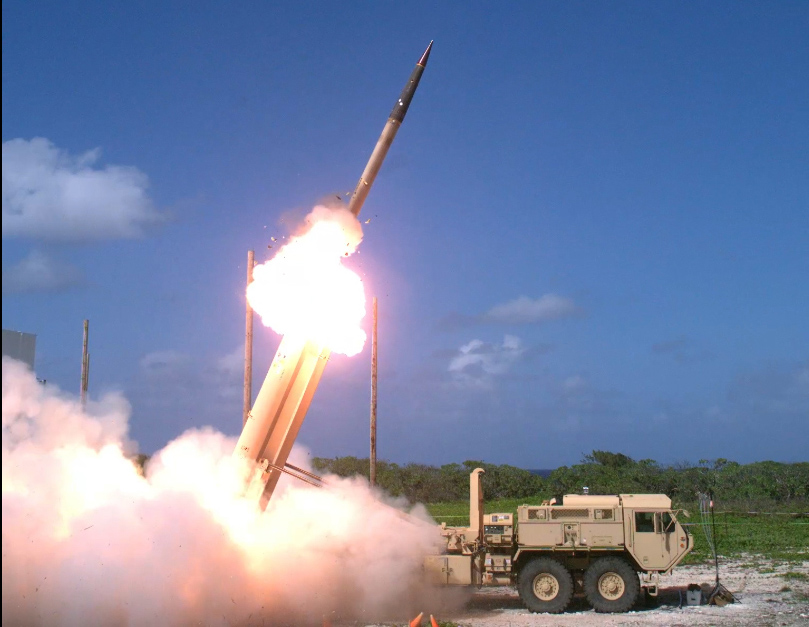
THAAD

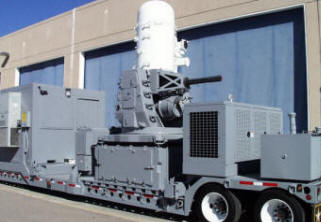
C-RAM

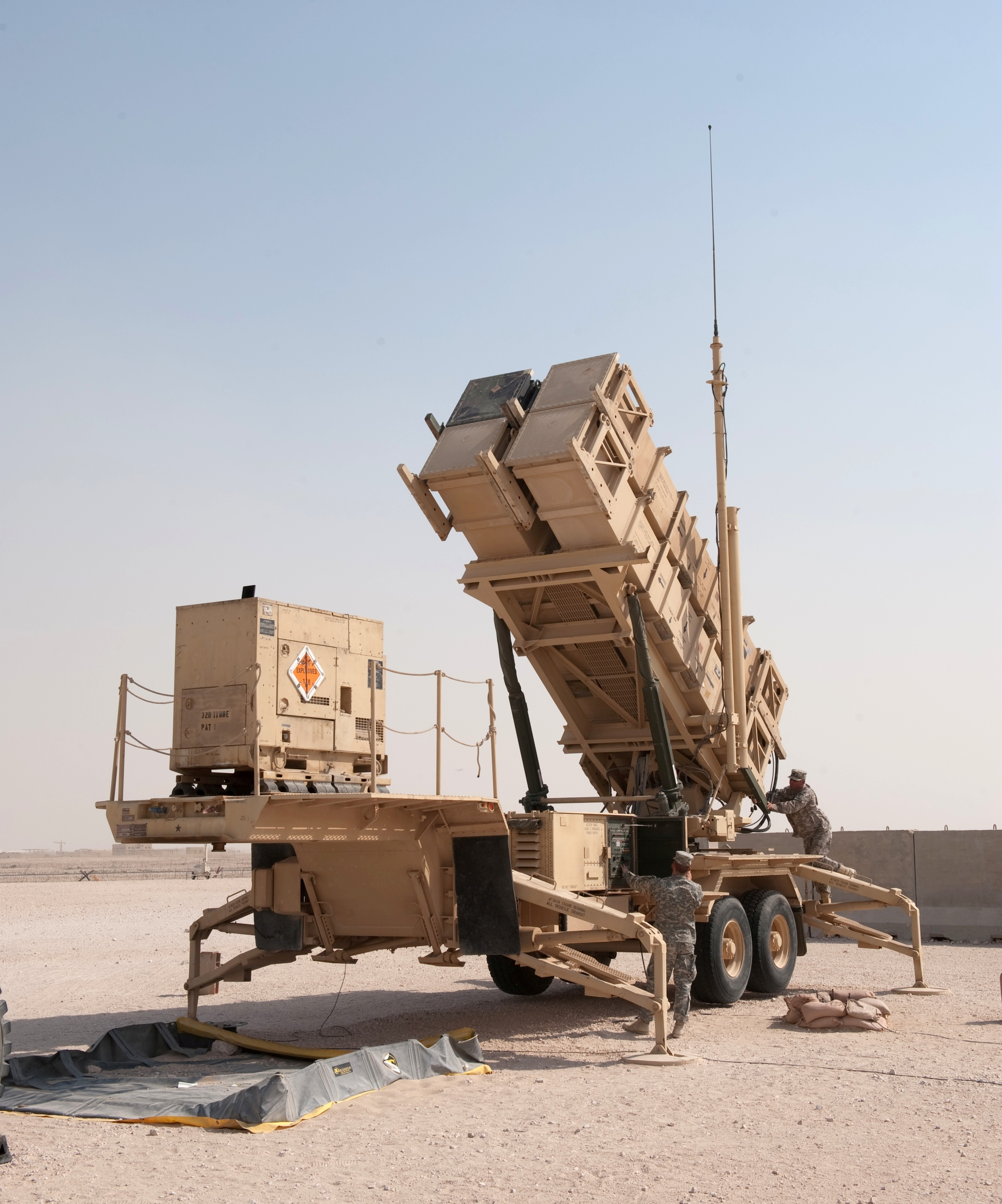
MIM-104 Patriot

Il 32nd Army Air and Missile Defense Command (32nd AAMDC) è un comando subordinato al FORSCOM dello United States Army, responsabile della sua difesa anti-aerea ed anti-missile sul territorio continentale contiguo americano. Il suo quartier generale è situato presso Fort Bliss, Texas.

## Missione
Il 32nd AAMDC è un'organizzazione multi-componente per la difesa anti-aerea ed anti-missile dell'esercito americano a livello di teatro, con capacità di dispiegamento in tutto il mondo entro 72 ore. Esso coordina ed integra le quattro funzioni fondamentali della difesa anti-missile: la difesa passiva, la difesa attiva, l'attacco e la gestione del campo di battaglia, il comando, controllo, comunicazioni, computer e spionaggio (BM/C4I) per proteggere i contingenti, i reparti avanzati, i rinforzi e tutte le altre attività strategiche di teatro.

## Equipaggiamento
- THAAD
- MIM-104 Patriot
- AN/TWQ-1 Avenger
- C-RAM

### Radar
- AN/TPY-2 per i THAAD
- AN/MPQ-65A per i Patriots
- AN/MPQ-64 Sentinel per gli Avenger e i C-RAM

## Organizzazione
- 11th Air Defense Artillery Brigade, Fort Bliss, Texas
  -  Headquarters & Headquarters Battery -"Hammer"
  -  1st Battalion, 43rd Air Defense Artillery Regiment - "Cobra Strike", MIM-104 Patriot
  -  2nd Battalion, 43rd Air Defense Artillery Regiment - "Warriors", MIM-104 Patriot
  -  3rd Battalion, 43rd Air Defense Artillery Regiment - "Legion", MIM-104 Patriot
  -  5th Battalion, 52nd Air Defense Artillery Regiment - "Team Deuce", MIM-104 Patriot
  -  Battery A, 2nd Air Defense Artillery Regiment - "Gunslingers" , THAAD
  -  Battery A, 4th Air Defense Artillery Regiment - THAAD
  -  Battery B, 2nd Air Defense Artillery Regiment - THAAD
  -  Battery D, 2nd Air Defense Artillery Regiment, schierato in Corea del Sud - THAAD
  -  Battery E, 3rd Air Defense Artillery Regiment, schierato a Guam - THAAD
- 31st Air Defense Artillery Brigade, Fort Sill, Oklahoma
  -  Headquarters & Headquarters Battery
  -  3rd Battalion, 2nd Air Defense Artillery Regiment - MIM-104 Patriot
  -  4th Battalion, 3rd Air Defense Artillery Regiment - MIM-104 Patriot
  -  5th Battalion, 5th Air Defense Artillery Regiment - "Dragonslayer"
    -  Headquarters & Headquarters Battery
    -  Battery A - C-RAM
    -  Battery B - AN/TWQ-1 Avenger
    -  Battery C - C-RAM
    -  Company D (Forward Support)
- 69th Air Defense Artillery Brigade, Fort Cavazos, Texas
  -  Headquarters & Headquarters Battery
  -  4th Battalion, 5th Air Defense Artillery Regiment - MIM-104 Patriot
  -  1st Battalion, 44th Air Defense Artillery Regiment - MIM-104 Patriot
  -  1st Battalion, 62nd Air Defense Artillery Regiment - MIM-104 Patriot
  -  Battery B, 62nd Air Defense Artillery Regiment - THAAD
  -  Battery E, 62nd Air Defense Artillery Regiment - THAAD
- 108th Air Defense Artillery Brigade, Fort Liberty, Carolina del Nord
  -  Headquarters & Headquarters Battery
  -  3rd Battalion, 4th Air Defense Artillery Regiment
    -  Headquarters & Headquarters Battery
    -  Battery A - MIM-104 Patriot
    -  Battery B - MIM-104 Patriot
    -  Battery C - MIM-104 Patriot
    -  Battery D - MIM-104 Patriot
    -  Battery E - MIM-104 Patriot
    -  Company F (Forward Support)

  -  2nd Battalion, 44th Air Defense Artillery Regiment, Fort Campbell, Kentucky
    -  Headquarters & Headquarters Battery
    -  Battery A - AN/TWQ-1 Avenger
    -  Battery B - C-RAM
    -  Battery C - AN/TWQ-1 Avenger
    -  Company D (Forward Support)

  -  1st Battalion, 7th Air Defense Artillery Regiment - MIM-104 Patriot

## Struttura

### Patriot
Il sistema Patriot è un sistema multi-missione che fornisce la difesa aerea e missilistica (AMD) alle forze terrestri ed altri assetti critici. Tali unità sono in grado di difenderli da missili balistici, missili cruise, UAS, missili SAM, razzi di grande calibro e velivoli ad ala fissa o rotante. Le unità sono organizzate in battaglioni e generalmente vengono schierate come capacità di base delle task force della AMD, sebbene possano essere schierate anche in configurazioni più piccole come le batterie o parti di batterie. I componenti del sistema sono trasportabili da i C-17 o i C-5. 
Il radar AN/MPQ-65A fornisce la ricerca e il rilevamento tridimensionali accurati, il tracciamento e la discriminazione dei bersagli e un collegamento diretto con il missile, per sostenere la difesa a distanza ravvicinata contro i missili balistici a corto e medio raggio e contro un'intera gamma di minacce aeree.
La stazione di lancio o lanciatore, contiene, trasporta, immagazina e lancia i missili del sistema. 
Un Battaglione è composto da una batteria di comando e da 5 batterie di lanciatori, ognuna con 8 stazioni di lancio.
Sono impiegati tre tipi di missili:
- PAC-3 (cost reduction initiative missile). Un intercettore a medio raggio, quota bassa-media e con guida terminale a frequenza radio;
- PAC-3 MSE (missile segment enhancement). Un intercettore con quota e raggio estesi e con guida terminale a frequenza radio;
- PAC-3 GEM (guidance enhanced missile). Un intercettore a medio e lungo raggio, quota bassa-alta, con guida semi-attiva ottimizzato contro i missili cruise e altre minacce aeree.

Ogni lanciatore può montare 16 PAC-3, 12 PAC-3 MSE e 4 PAC-3 GEM oppure un carico misto.
Il comando e controllo è unicamente designato per fornire la gamma completa di tali capacità alle operazioni effettuate con il sistema Patriot. Consiste di componenti che distribuiscono e realizzano collettivamente tutte le operazioni di forza ed impiego dei Patriot.
- La centrale di informazione e coordinamento (ICC) è il centro di controllo del battaglione e si interfaccia con le batterie di tiro, le ICC di altri battaglioni adiacenti e con altri sistemi AMD. Esercita il controllo tattico, la funzionalità di direzione del tiro e la supervisione delle batterie. Può inoltre integrarsi con le batterie THAAD quando queste sono aggregate ad una task force basata sui Patriot.
- La stazione di controllo tattico.
- La centrale di informazione e coordinamento dei Patriot disassemblati (DPICC)
- La stazione di controllo dell'ingaggio.
- Il posto di comando della Batteria.

### AVENGER Battalion[1]

#### Headquarters and Headquarters Battery
- Command Section -
- S1/S4 Section -
- S2/S3 Section -
- ADA Tactical Ops Section -
- AD Coord Section -  
  - A2C2 MAIN   
  - DTAC  
  - Liaison  
  - Liaison  
  - Liaison
- S6 Section -
- Sensor Platoon
  - Sensor Platoon Headquarters -  
  - Sensor Section      
  - Sensor Section      
  - Sensor Section      
  - Sensor Maint Section -
- Treatment Team -
- Battery Headquarters -
- Motor Maint Section -
- Unit Ministry Team -
- Combat Medic Section -

#### ADA Battery X3
- Battery Headquarters -
- Maint Platoon
  - Maint Platoon Headquarters -  
  - Motor Maint Section -    
  - System Maint Section -
- Avenger Platoon
  - Platoon Headquarters -   
  - Elements -      
  - Elements -
- Avenger Platoon
  - Platoon Headquarters -   
  - Elements -      
  - Elements -
- Avenger Platoon
  - Platoon Headquarters -   
  - Elements -      
  - Elements -

### C-RAM
Ogni batteria di C-RAM comprende 3 plotoni, ognuno equipaggiato con 4 Land-Based Phalanx Weapon Systems (LPWS) – 20mm gun systems, 1 Radar Sentinel e 2 LCMR e un HQ con la gestione C2.

### THAAD
Una batteria THAAD è composta da 6-9 lanciatori (ognuno può disporre fino a 8 missili), un radar AN/TPY-2 (antenna, unità di raffreddamento, unità di potenza ed unità di equipaggiamento elettronico), un elemento C2 (2 stazioni di controllo dei lanci, 2 stazioni per le operazioni tattiche) e due gruppi di supporto tattico.